# Microchthonius
Genre
Microchthonius est un genre de pseudoscorpions de la famille des Chthoniidae.

## Distribution
Les espèces de ce genre sont endémiques de Croatie.

## Liste des espèces
Selon Pseudoscorpions of the World (version 3.0) :
- Microchthonius karamani (Hadzi, 1933)
- Microchthonius rogatus (Beier, 1938)

et décrites depuis
- Microchthonius babasarka Ćurčić, Rađa & Dimitrijević, 2015
- Microchthonius dernisi Ćurčić & Rađa, 2012
- Microchthonius elegantissimus Ćurčić, Rađa, Ćurčić, Ilić, Tomić & Makarov, 2013
- Microchthonius kasteli Ćurčić & Rađa, 2014
- Microchthonius lorko Ćurčić, Rađa & Dimitrijević, 2015
- Microchthonius solentanus Ćurčić & Rađa, 2013
- Microchthonius tragurion Ćurčić & Rađa, 2013

## Systématique et taxinomie
Ce genre a été décrit en tant que sous-genre de Chthonius. Il a été élevé au rang de genre par Beier en 1963. Il est replacé comme sous-genre par Judson en 1992. Il a été de nouveau considéré comme un genre par Zaragoza en 2017.

## Publication originale
- Hadži, 1933 : « Prinos poznavanju pseudoskorpijske faune Primorja. » Prirodoslovna Istraživanja Kraljevine Jugoslavije, vol. 18, p. 125‒192.